# سافونوو (شهرستان مزنسکی، استان آرخانگلسک)
سافونوو (به لاتین: Safonovo) یک منطقهٔ مسکونی در روسیه است که در استان آرخانگلسک واقع شده‌است.